# Cotton Plant
Cotton Plant è una città degli Stati Uniti d'America situata nello Stato dell'Arkansas, nella Contea di Woodruff.